# Hedylopsis ballantinei
Hedylopsis ballantinei is een slakkensoort uit de familie van de Hedylopsidae. De wetenschappelijke naam van de soort is voor het eerst geldig gepubliceerd in 2005 door Sommerfeldt & Schrödl.